# Mezinárodní svaz studentstva

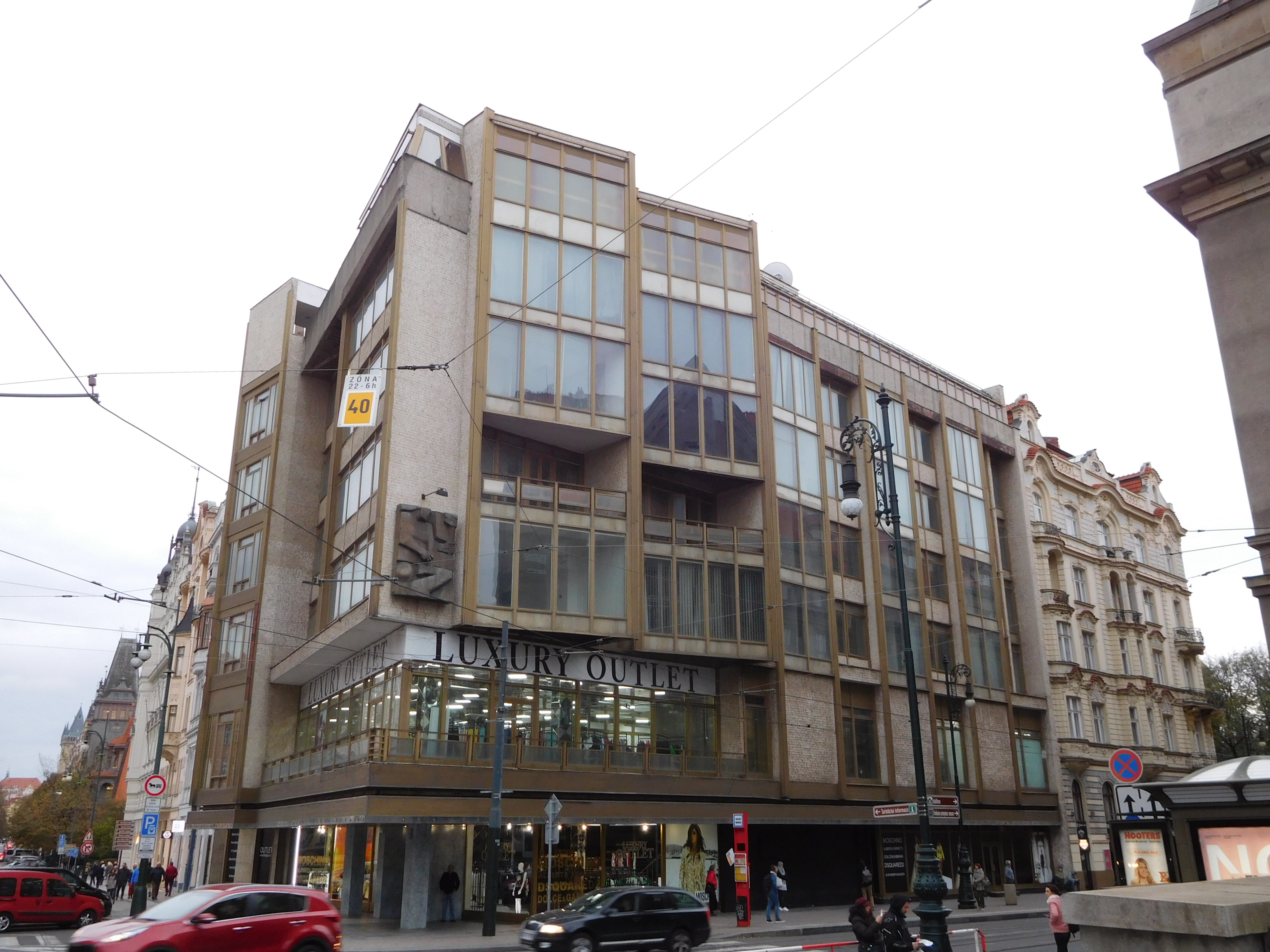
Bývalé sídlo Mezinárodního svazu studentstva je v Praze, na rohu ulic Pařížská a 17. listopadu.

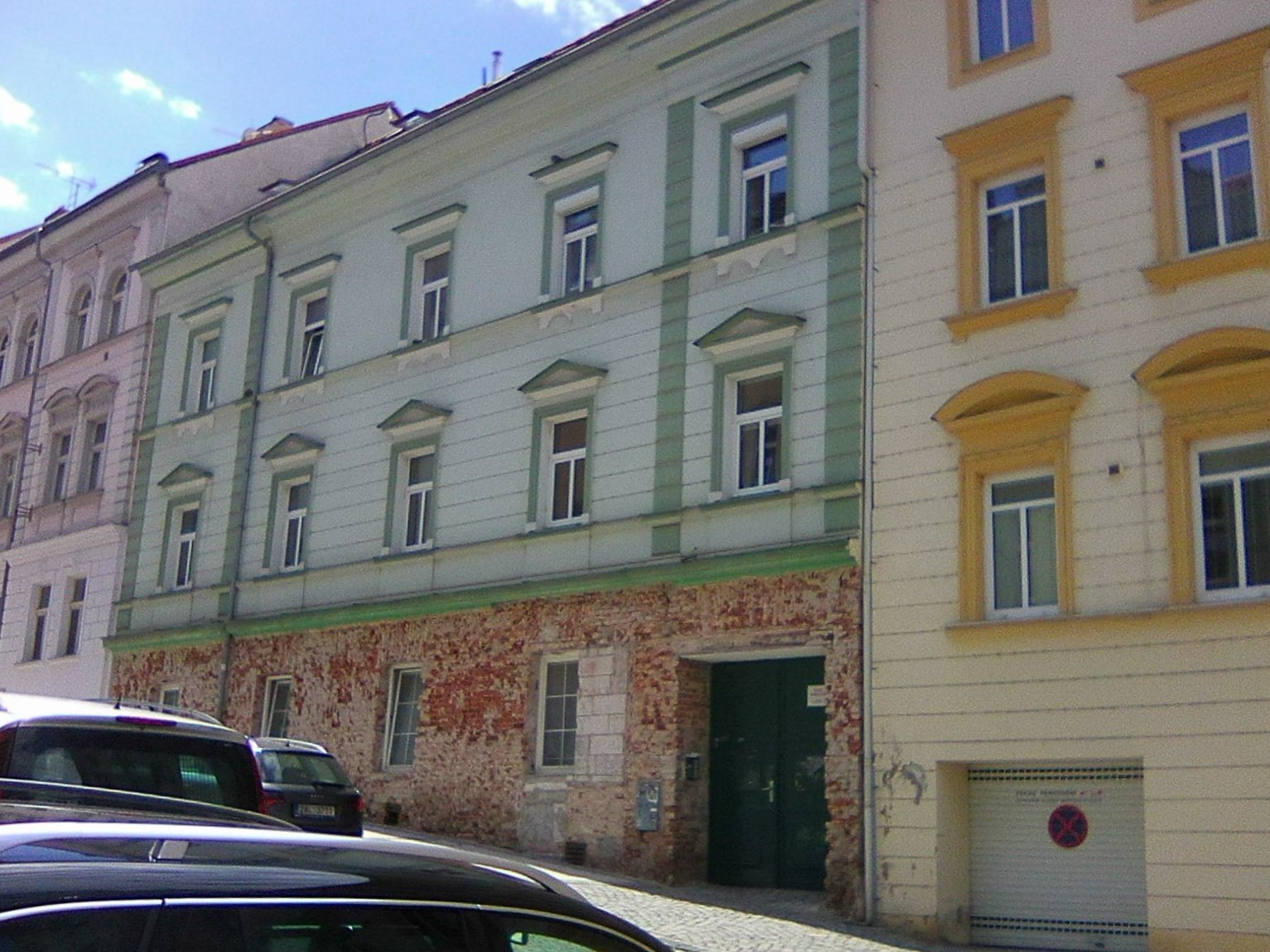
Bývalé sídlo v Praze-Břevnově (1. ledna 2014 – 31. srpna 2022)

Mezinárodní svaz studentstva (MSS) je celosvětové nestranické sdružení národních zástupců studentských organizací. Podle vlastních prohlášení zastřešuje kolem 150 členských uskupení z více než 115 zemí světa, proto se považuje za největší nestranickou studentskou organizaci na mezinárodní úrovni. MSS je členem UNESCO a má poradní status u ECOSOC. Primárním cílem MSS je hájit práva a zájmy studentů, prosazovat zlepšení úrovně vzdělání, usilovat o jednotu studentského hnutí všech zemí světa a aktivně se podílet v boji proti kolonialismu, rasismu i za mír a přátelství mezi národy. Jeho nejvyšším orgánem je Kongres, který volí Výkonný výbor a Sekretariát.
Dle výpisu z obchodního rejstříku měla tato mezinárodní nevládní organizace svou ústřednu v Praze, ve své budově Mezinárodního svazu studentstva v Pařížské ulici, a to až do roku 2014. Z Československa byl Sekretariát MSS vyhoštěn už v srpnu 1991 (spolu s dalšími podobnými organizacemi ovládanými Sovětským svazem). Po ztrátě budovy v Pařížské ulici sídlila tato mezinárodní nevládní organizace (dle obchodního rejstříku, IČO 00461440) v Praze-Břevnově. Tam už neměla žádnou provozovnu a rovněž nepodávala žádná daňová přiznání z příjmu právnických osob. V České republice byla tato česká pobočka MSS vymazána dne 31. srpna 2022 z rejstříku spolků.

## Založení
MSS byl založen na 1. světovém kongresu studentstva, který se konal v Praze ve dnech 18.–31. srpna 1946. Z preambule stanov z roku 1946: My, studující světa, jsme se shromáždili v Praze v srpnu 1946 na Světovém studentském kongresu (...) vědomi si historického významu této éry, kdy se ustavuje Charta OSN a kdy všichni pracující a mladí lidé napřahují své úsilí ve službě lidstvu směrem k základům sociálního a ekonomického pokroku, věrni příkladům těch nejlepších z nás, kteří zemřeli v boji za svobodu demokratických národů, potvrzujeme svou vůli zbudovat nový svět toužící po svobodě, míru a pokroku a zaujmout místo na čele světové mládeže, kterou jsme v průběhu dějin již tolikrát drželi: za tímto účelem nyní ustavujeme Mezinárodní svaz studentů.

## Ústava a další dokumenty
Ústava byla vypracována již na ustavujícím kongresu MSS v roce 1946. Pozdější předpisy k ní byly vypracovány na mimořádném kongresu, jenž se konal ve dnech 7.–10. dubna 1991 v Praze. K dalším předpisům MSS patří Stanovy, Stálá nařízení Kongresu a Statuty specializovaných struktur, které byly schváleny mimořádným 16. kongresem konaném ve dnech 20.–24. ledna 1992 v Larnace na Kypru.

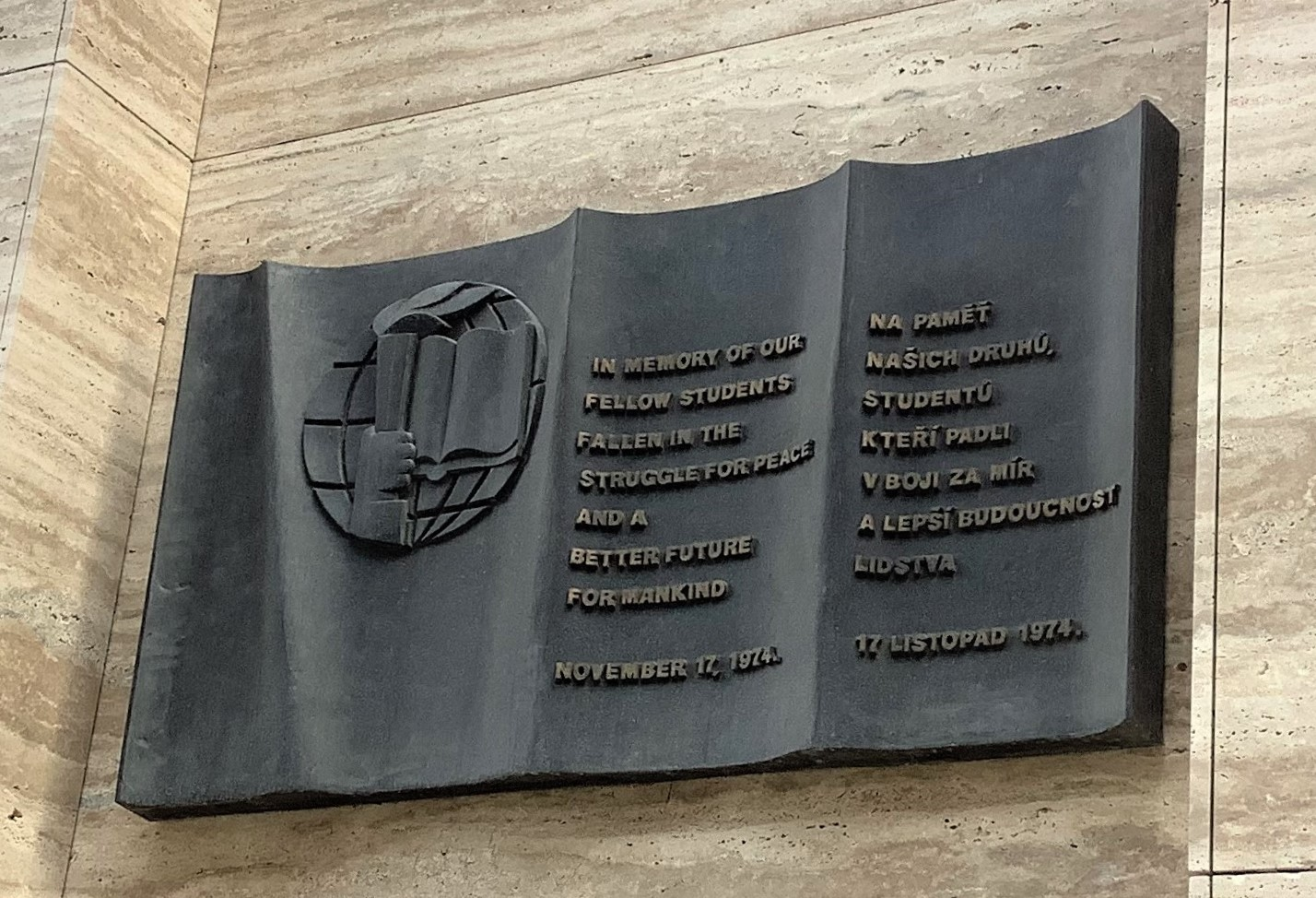
Pamětní deska s logem MSS na bývalé budově Svazu (rok 2022)

## Symboly
V logu i na vlajce MSS je hořící pochodeň s otevřenou knihou, ležící na červeném a modrém obrysu stylizované zeměkoule. MSS má vlastní hymnu; hudbu složil V. Muradeli a česká slova napsal V. Šárovec. Nejvyšším vyznamenáním MSS je „Zlatá medaile 17. listopadu“. Tuto medaili obdrželi např.: Gustáv Husák, Lubomír Štrougal, Fidel Castro, Nelson Mandela, Jásir Arafat a Óscar Arias. Dne 15. listopadu 1989 vyznamenal Josef Skála, předseda MSS, československý lid. Toto ocenění převzal jeho reprezentant – generální tajemník ÚV KSČ Miloš Jakeš a po kritice během sametové revoluce medaili MSS vrátil.

## Historie
MSS navázal na válečnou činnost londýnské Mezinárodní studentské rady (International Student Council – ISC). Krátce po Únoru 1948 se (kvůli zradě studentských zájmů) od MSS odtrhly západoevropské a severoamerické svazy a založily si konkurenční organizaci – Mezinárodní studentskou konferenci (International Student Conference – ISC). Obě organizace pak spolu soupeřily o vliv (členství) zemí třetího světa. Některé země třetího světa byly členy obou seskupení (MSS i ISC), jiné spekulativně přebíhaly. Na tuto činnost obou svazů nestačily členské studentské příspěvky a svazy byly jako politický nástroj financovány tajnými službami. MSS byl rezidenturou KGB. V srpnu 1959 ve Svobodné Evropě řekl Ferdinand Peroutka toto: „Československo slouží jako nástroj sovětské politiky, je posíláno tam, kam Rusko zatím proniknout nemůže, a téměř každá komunistická mezinárodní intrika jde přes Prahu.“ Dokumentaci o činnosti MSS získal v roce 2012 Národní archiv ČR. Výsledky ze zpracování tohoto archivu (rok 2022) nejsou známy.